# Ferosagitta galerita
Ferosagitta galerita är en djurart som tillhör fylumet pilmaskar, och som först beskrevs av Dallot 1971.  Ferosagitta galerita ingår i släktet Ferosagitta och familjen Sagittidae. Inga underarter finns listade i Catalogue of Life.